# BMW Brilliance
BMW Brilliance (официально BMW Brilliance Automotive Ltd.) — китайская автомобилестроительная компания со штаб-квартирой в городе Шэньян, совместное предприятие немецкой корпорации BMW и китайской Brilliance Auto. Основными задачами компании являются производство, распределение и продажа легковых автомобилей марки BMW в Китае.

## История
27 марта 2003 BMW и Brilliance Auto договорились создать совместное предприятие по производству автомобилей BMW для китайского рынка, в котором BMW владела 50 % акций, Brilliance Auto — 40,5 %, а муниципальное управление Шэньяна — 9,5 %. BMW и Brilliance согласились инвестировать 450 млн евро в предприятие. Первый китайский автомобиль BMW 325 был продан в октябре 2003 года.
В апреле 2009 года BMW Brilliance объявила, что начинает строительство второго сборочного завода в Китае. Строительство завода началось в Шэньяне в июне 2010 года с плановой стоимостью $73,53 млн и производительностью 100 тыс. автомобилей в год Производство на заводе началось в мае 2012 года..
В январе 2011 года BMW Brilliance объявила, что начнёт собирать электрический гибридный автомобиль BMW 5 в том же году.
В октябре 2017 года компания запустила завод по производству аккумуляторов для электромобилей High-Voltage Battery Center в городе Шэньян.
В феврале 2022 года BMW увеличила свою долю в СП с 50 до 75 %, заплатив китайской стороне 3,7 млрд евро. Совместное предприятие за 2021 год выпустило около 700 тыс. автомобилей на двух заводах в городе Шэньян. Там же в июне 2022 года был открыт третий завод, который производит электромобили; его стоимость составила 15 млрд юаней (2,4 млрд долларов). Завод позволит начать выпуск первого полностью электрического спортивного седана BMW среднего размера, а также уже запустил в производство полностью электрический BMW i3.
В ноябре 2023 года BMW Brilliance Automotive и Mercedes-Benz Group China создали совместное предприятие с долями 50:50, которое будет управлять сетью зарядных станций для электромобилей.

## Производимые модели
BMW Brilliance производит следующие транспортные средства:
- BMW 3 серии (F30) (1,6л 2,0л и 3,0 л)
- BMW 5 серии (F10) (2,0 л и 3,0 л)
- BMW X1 (2,0 л)

## Продажи
| Год  | Общий объём продаж, штук |
| ---- | ------------------------ |
| 2005 |                          |
| 2006 | 22 500                   |
| 2007 | 30 600                   |
| 2008 |                          |
| 2009 | 44 888                   |
| 2010 |                          |
| 2011 | 108 189                  |
| 2012 |                          |
| ***  |                          |
| 2017 | около 400 тысяч          |